# ازکیل فرناندز
ازکیل فرناندز (انگلیسی: Ezequiel Fernández; زاده ۳ مارس ۱۸۸۶ – درگذشته ۲۶ مارس ۱۹۴۶) سیاستمدار و دیپلمات اهل پاناما بود. وی از ۱۶ دسامبر ۱۹۳۹ تا ۱۸ دسامبر ۱۹۳۹ رئیس‌جمهور موقت پاناما بود.
ازکیل فرناندز در ۲۶ مارس ۱۹۴۶، در سن ۶۰ سالگی درگذشت.